# Jo Jet i Maria Ribot
Jo Jet i Maria Ribot (JJMR) és un grup d'indie pop català que destaca per les seves lletres plenes de poesia.

## Trajectòria
El 2021, el grup va publicar un EP que versiona cinc cançons del disc Sant Llorenç en col·laboració amb artistes com Marala o El Noi de Tona.
El seu quart treball discogràfic, Febrer // Agost, va ser produït per Sr. Chen, aportant-hi una sonoritat lo-fi, i la seva presentació en directe va inaugurar la primera edició del Festival Encalma, comissariat pel dramaturg Oriol Broggi i el músic Alguer Miquel.

## Discografia
- Viatges i flors (autoeditat, 2014)
- Lliure o descansar (autoeditat, 2016)[5]
- Sant Llorenç (U98 Music, 2020)[6]
- Sant Llorenç / Cara B (EP, 2021)
- Febrer // Agost (Microscopi, 2022)[7][8]